# Moshe Ben Nahman
Moshè ben Nahman Gerondi, cunoscut sub acronimul RaMBaN, de la Rabbi Moshè ben Nahman, sau ca „Rabbenu Moshè Gerondi”, în literatura medievală europeană „Nahmanides”, în catalană Bonastruc ça Porta, adică „Noroc bun de lângă poartă” (în ebraică  רבי משה בן נחמן sau acronimul רמב"ן)
(1194 Girona -1270 Acra) a fost un învățat evreu catalan, rabin, teolog, jurist, cabalist, comentator al Bibliei ebraice și al Talmudului, filozof,poet și medic.  A trăit și activat în cea mai mare parte a vieții la Girona, in Catalonia, iar la sfârșitul vieții s-a refugiat în Castilia sau poate în sudul Franței, ultimii trei ani ai vieții trăindu-i, apoi, în Palestina, aflată pe atunci sub stăpânire musulmană mamelucă. Ramban este considerat una din cele mai importante autorități în legislația și teologia iudaică, reflectată în Halahá, și unul din cei mai însemnați exegeți ai scrierilor sacre ale iudaismului.

## Biografie
Moshe ben Nahman s-a născut și a petrecut cea mai mare parte a vieții la Girona, în Catalonia, care făcea parte din Regatul Aragon.
El a fost nepotul de bunic al lui Itzhak ben Reuven din Barcelona și văr cu rabinul Yona Girondi, cu care a întreținut o corespondență.
S-ar putea ca Benveniste de Porta (Ça Porta), magistrat (baillie) al Barcelonei, să fi fost un frate al său.
A învățat la teologul Yehuda Ben Yakar, autor de Tosafot, și cu Meir ben Avraham din Trinquetaille, originari din Franța de asemenea a studiat Cabala cu Ezra sau Azriel din Girona. De asemenea a urmat studii de medicină și de filozofie.
Din adolescență și-a a câștigat reputația de învățat. La 16 ani a scris primele sale scrieri în domeniul legii iudaice Halaha. În cartea sa „Milhemot Hashem” (Războaiele Domnului) a apărat pozițiile adoptate de rabinul Alfassi împotriva criticilor lui Zerahia Halevi din Girona. Aceste scrieri revelau o tendință conservatoare, un respect nemărginit pentru autoritățile spirituale din trecut, care au caracterizat și operele sale ulterioare.
El și-a câștigat o vreme existența din practica medicinii. Ulterior el a condus o ieșivă la care au învățat câteva din somitățile generației următoare de învățați evrei, ca,de pildă, Shlomo Ben Adret (RaShbA) și Aharon ben Yossef Halevi din Barcelona. După decesul rabinului Yona Gerondi, în anul 1264 Ramban a devenit rabinul șef al Cataloniei. Chiar și regele Aragonului, Jaime I, se sfătuia uneori cu el.

## Atitudinea față de Maimonides (RaMBaM)
Pentru Ramban opiniile învățaților Mishnei și Talmudului, ca și ale Gheonimilor erau în afara oricărei obiecțiuni. Cuvintele lor nu puteau fi puse la îndoială sau criticate.
„Noi ne închinăm în fața lor”, spunea el, „și chiar când rațiunea afirmațiilor lor nu ne este pe deplin lămurită, noi le acceptăm.”(„Aseifat Zkenim”, comentariu la „Ketubot”). Această adeziune la afirmațiile învățaților „dintâi” („rishonim”) se datora poate, pietății, sau influenței școlii de gândire a evreilor așkenazi din nordul Franței. Se mai crede ca ea se datora și unei reacții la rapida acceptare în rândurile evreilor spanioli și provensali a filozofiei greco-arabe. mai ales după difuzarea cărții lui Maimonide, „Călăuza rătăciților”. Această lucrare dăduse un avânt tendinței de a da o interpretare alegorică a povestirilor Bibliei și de a reduce însemnătatea miracolelor. Ramban s-a împotrivit cu înverșunare acestei tendințe, mergând până la atitudinea extremă, de a nu permite punerea în chestiune a nici uneia din sentințele discipolilor generației Gheonimilor.
În jurul anului 1238 la chemarea lui Shlomo din Montpellier, care fusese excomunicat de către adepții lui Maimonide, Ramban a trimis o epistolă către comunitățile din Aragon, Navarra și Castilia, în care fuseseră persecutați la rândul lor, adversarii ideologici ai lui Shlomo din Montpellier.
Stima pe care o împărtășea față de Maimonides, în ciuda dezacordului de opinii, precum și caracterul său înclinat spre blândețe, l-a ținut departe de alinierea cu tabăra anti-maimonistă,și l-au făcut să-și asume rolul de mediator.
Într-o scrisoare adresată rabinilor francezi, Moshe ben Nahman a atras atenția asupra virtuților lui Maimonide, și asupra faptului că opera acestuia, „Mishne Tora”, codul iudaic  pe care acesta îl redactase, nu numai că nu exprima nici o toleranță în interpretarea interdicțiilor formulate de legea iudaică, ci chiar dimpotrivă, prevedea respectarea cu cea mai mare strictețe a acestora. În legătură cu „Călăuza rătăciților” a lui Maimonide, Ramban arăta ca aceasta nu se adresa unora cu credința neabatută. ci unora care fuseseră rătăciți de influența operelor filozofice ale unor învățați ne-evrei ca Aristotel și Galen. Aceasta analiză a lui Ramban a Călăuzei rătăciților nu este cu totul acceptată în zilele noastre de către specialiști.
„Dacă sunteți de părere că este de obligația voastră să denunțați „Călăuza” ca eretică, de ce totuși o parte din publicul vostru este reticentă și pare să regrete aceasta? Este corect ca în asemenea chestiuni să se procedeze într-un mod capricios, azi așa și mâine altfel? 
” 
Pentru a reconcilia cele două tabere, Moshe Ben Nahman a propus revocarea boicotului lansat împotriva porțiunii filozofice a Codului „Mishne Tora”, dar, in schimb, să fie menținută și chiar întărite, pe de o parte, interdicția studierii Călăuzei rătăciților, precum și sancționarea celor care resping intrerpretările alegorice ale Bibliei. Acest compromis, care ar fi putut pune capăt disputelor, a fost respins de ambele tabăre, in ciuda prestigiului cărturarului.
În 1263 Moshe ben Nahman a fost silit să apară ca reprezentant al iudaismului la disputa religioasă publică iudeo-creștină organizată de biserică la Barcelona cu apostatul Paulus Christianus, care a reprezentat punctul de vedere al bisericii catolice. Polemica a avut loc în prezența regelui Jaime și a inchizitorului Regatului.
Deoarece vederile exprimate de Ramban în această dispută au fost interpretate ca blasfemie contra creștinismului, în 1267 rabinul a fost nevoit să părăsească regatul.
Moshe Ben Nahman a avut 4 fii: Nahman, Shlomó, Yossef și Yehudá. precum și câteva fete, al căror nume nu se mai știe.

### Iggeret ha-Kodesh
Lui Ramban i se atribuie o carte numită „Iggeret Hakodesh” (Epistola sfințeniei) care se ocupa de probleme legate de căsătorie, sfințenie și relații sexuale, și care fusese dăruită unuia din fiii săi la nunta acestuia. În aceasta epistolă, Ramban îl critică pe Maimonide pentru a fi stigmatizat natura sexuală a omului ca ceva negativ. În concepția sa, corpul cu toate funcțiile sale sunt creația lui Dumnezeu, este sfânt și nici una din pulsiunile și actele sexuale „normale” nu pot fi privite ca negative.

## Vederile lui Ramban despre moarte, doliu și înviere
În scrierea sa Torat Haadam, închinată riturilor de doliu, obiceiurilor de înmormântare, Moshe ben Nahman critică pe acei gânditori care tânjeau spre  indiferența față de plăceri și durere. Aceasta era după el, împotriva Legii, care cere omului să se bucure în zilele de bucurie și să plângă în zilele de doliu. Ultimul capitol , intitulat Shaar hagmul dezbate asupra răsplății și pedepsei, asupra învierii și a unor subiecte asemănătoare. El ia în rîs pe acei filozofi care pretind cunoașterea esenței lui Dumnezeu și a îngerilor, pe când însăși compoziția propriului lor corp le este necunoscută.
Pentru Ramban revelația divină este cea mai bună călăuză în toate aceste probleme și continuă cu prezentarea concepției iudaice despre viața de apoi. El susține că Dumnezeu este eminamente drept, și că trebuie să existe răsplată și pedeapsă. Aceasta răsplată și pedeapsă trebuie să se aplice în lumea cealaltă, pentru ca binele și răul în lumea noastră sunt relative și trecătoare.
În afară de sufletul animal, care derivă din „puterile supreme” și este comun tuturor creaturilor, omule posedă un suflet special. Acest suflet special, care este o emanație directă de la Dumnezeu, a existat înaintea facerii lumii. Prin medierea omului, el pătrunde in viața materială; iar la descompunerea acestui mediu, el se întoarce în sursa lui originară sau pătrunde in corpul altui om. Această credință, după Ramban, stă la rădăcina căsătoriei prin levirat, al cărui produs - copilul, moștenește nu numai numele fratelui tatălui său biologic, ci și sufletul acestuia, continuându-i existența pe pământ.
Învierea de care vorbesc profeții, care va avea loc dupa venirea lui Mesia, se referă, după Ramban, la corp. Corpul fizic poate, sub influența sufletului, să se transforme într-o esență atât de pură, încăt devine etern.

## Comentariul său laTora
Comentariul lui Moshe ben Nahman la Tora, adică cele cinci cărți ale lui Moise, a fost ultima sa carte, și cea mai cunoscută.  El citează și critică frecvent comentariul lui Rashi, și formuleaza interpretări alternative, care contrazic pe cele ale lui Rashi. El s-a decis să-și scrie propriul comentariu din trei motive: 1. de a satisface mințile celor care studiază Tora și a le stimula interesul printr-o examinare critică a textului. 2. A justifica căile lui Dumnezeu și a descoperi înțelesurile ascunse ale cuvintelor din Scriptură, «deoarece în Tora se află ascunse toate tainele și miracolele, și în comorile sale sunt pecetluite toate frumusețile înțelepciunii.» 3. de a cultiva mințile învățăceilor prin explicații simple și cuvinte plăcute, atunci când aceștia citesc acele pasaje ale Torei care sunt de obicei citite de Șabat (sâmbăta) și de sărbători.
Comentariul lui Ramban la Cartea Facerii descrie cerul și pământul ca fiind create dintr-o substanță necorporală.
Textul lui Ramban, îmbinând interpretări aggadice și mistice, se baza pe un studiu filologic aprofundat și original al Bibliei. Ca și în operele sale precedente, el atacă cu vehemență pe filozofii greci clasici, mai ales pe Aristotel, și  critică adesea interpretările biblice ale  lui Maimonide. 
De pildă, el  atacă interpretarea lui Maimonide la versetul Facerea 18:8  
„În „Mamar Tehiyyat Hametim” Maimonide califica drept stupid de-a dreptul pe oricine crede că cei trei îngeri care l-au vizitat cortul lui Avraham au mâncat cu adevărat „unt, lapte și vițelul” cu care i-a cinstit Avraham, in ciuda cuvintelor explicite ale textului. De pe o poziție raționalistă, Maimonide susținea că deoarece îngerii sunt neîntrupați, ei nu consumă alimente ca oamenii, ci doar par că ar mânca, sau că Avraham ar fi avut o viziune profetică a unor îngeri mâncând”
.(după Fred Rosner "Moses Maimonides' Treatise on Resurrection", Rowman & Littlefield 2004)
afirmând că sensul preferat de Maimonide este contrar semnificației evidente a cuvintelor biblice și că e un păcat până și să asculți așa  afirmații. 
În vreme ce Maimonide se străduia să reducă miracolele din Biblie la nivelul de fenomene ale naturii, Ramban le evidențiază, declarând că nimeni nu poate împărtăși „Tora învățătorului nostru Moise”, fără sa creadă că toate faptele noastre, individuale sau de masă, sunt controlate în mod miraculos și nimic nu poate fi atribuit  naturii sau ordinii lumii.  
Alături cu credința în minuni, Ramban mai menționează încă alte trei credințe, care reprezintă, după el, principiile de credință ale iudaismului, și anume:credința în creaționism, în omnisciența lui Dumnezeu, și providența divină.

### Atitudinea sa față deAvraham Ibn Ezra
Ramban era un adversar al lui Rabbi Avraham Ibn Ezra, care și el era un comentator cu influență al Bibliei ebraice. El nu era de acord cu poziția acestuia față de Cabala și mistica iudaică. Totuși, păstra pentru Ibn Ezra un mare respect, așa cum se vede în introducerea la comentariul său la cele cinci cărți ale Torei.

## Disputa de la Barcelona, 1263
Ca rabin al Gironei și apoi ca șef rabin al Cataloniei, Moshe Ben Nahman dusese multă vreme o viață în general lipsită de griji majore. La bătrânețe  viața i-a fost profund afectată de un eveniment care l-a silit în cele din urmă să-și părăsească casa, familia și țara în care s-a născut și a trăit. 
Aceasta a fost disputa religioasă în care a fost chemat să-și apere în public credința în anul 1263. Disputa a fost inițiată de către un evreu apostat, convertit la creștinismul catolic, Pablo Christiani, care a fost trimis de magistrul general al ordinului călugăresc al dominicanilor, Raimund de Penyafort, cu un mesaj regelui Jaime I al Aragonului, cerând ca regele să-l convoace pe Ramban pentru a răspunde la acuzațiile aduse iudaismului.
Pablo Christiani îsi propusese să i facă pe evrei să-și abandoneze religia și să se convertească la creștinism.
El se baza pe faptul ca adversarul său va fi nevoit să adopte o atitudine reținută de teama că ar putea să ofenseze sentimentele creștinilor majoritari în regat. Pablo îl asigurase pe rege ca va dovedi adevărul creștinismului pe baza Talmudului și a altor scrieri rabinice.
Ramban a răspuns ordinului regal, dar a cerut să fie garantată deplina libertate de vorbire. Vreme de 4 zile (20-14 iulie) el a discutat cu Pablo Christiani în prezența regelui, a curții și a numeroși clerici catolici. 
Subiectele polemicii erau:
1. dacă va veni Mesia
2. dacă Mesia cel vestit de proroci va fi considerat divin sau om născut din părinți oameni
3. dacă evreii sau creștinii posedă credința cea adevărată.

Christiani susținea, cu sprijinul unor pasaje din Midrash, că înțelepții din rândurile Fariseilor credeau că Mesia trăise în perioada talmudică, și că ei credeau cu mare convingere, că Mesia îi precedase lui Iisus. 
Ramban a replicat spunând că interpretările lui Pablus Christiani erau niște denaturări ale textului: Rabinii nu au sugerat câtuși de puțin că Iisus era Mesia, în vreme ce i se opuneau în mod explicit.  El a mers mai departe și a afirmat că dacă învățații Talmudului ar fi crezut ca Hristos era Mesia, atunci cu siguranță ei ar fi fost creștini și nu evrei, iar faptul că învățații Talmudului erau evrei este indiscutabil. Ramban a continuat , explicând contextul textelor „dovezi”  pe care le-a citat Christiani, și arătând că ele sunt înțelese cu totul altfel decât în modul pe care l-a propus Christiani. Mai departe, Ramban a dovedit, citând din numeroase izvoare biblice și talmudice, că credința iudaică este contrarie postulatelor lui Christiani.
Ramban a afirmat in continuare, ca prorocii din Biblie priveau pe viitorul Mesia ca pe un om, persoană în carne și oase, și nu ca pe o divinitate, cum îl văd creștinii pe Iisus. El a atras atenția că făgăduielile de pace și justiție universală nu au fost împlinite. Din contra, de la apariția lui Iisus, lumea pământească a fost supusă la violențe și nedreptăți, și aproape toate ramurile creștinismului s-au dovedit cât se poate de războinice.
„Îmi pare cât se poate de ciudat ca ... Creatorul Cerului și Pământului să recurgă la uterul unei anumite doamne evreice, să crească în el vreme de nouă luni, iar apoi să se nască sub forma unui prunc, iar după aceea, să crească și să fie trădat în mâinile dușmanilor săi care îl vor condamna la moarte și îl vor executa, și ca după aceea, el să învie și să revină în locurile de unde a purces. Mintea unui evreu, sau a oricărei alte persoane, pur și simplu nu poate să cuprindă aceste afirmații. Ai ascultat toată viața preoților care ți-au umplut creierul și măduva oaselor cu această învățătură și ea a fost introdusă în tine prin puterea obișnuinței. Aș zice că dacă ai fi auzit aceste idei pentru prima oară acum, ca adult matur, nu le-ai fi acceptat niciodată”
.    
Ramban a remarcat că întrebările cu privire la Mesia au o mai mică însemnătate la evrei decât își imaginează creștinii. Motivul invocat de el pentru aceasta afirmație îndrăzneață  era acela că  mult mai meritorie era îndeplinirea de către evrei a preceptelor religiei sub stăpânirea unui domnitor creștin, și aceasta în exil, suferind umilințe și abuzuri, decât sub împărăția lui Mesia, când toți vor acționa potrivit Legii.
Cum polemica începea să se întoarcă în favoarea lui Ramban, evreii din Barcelona, speriați de mânia Dominicanilor, au încercat să-l convingă să se retragă.  
Însă regele, pe care rabinul l-a informat în legătură cu temerile evreilor, a dorit continuarea disputei. Controversa a fost reluată, și s-a încheiat cu victoria deplină a lui Ramban, care a fost onorat la plecare cu un dar al regelui, trei sute de monede de aur. Regele a remarcat că niciodată nu a mai întâlnit un om, care deși susține o cauză greșită, să-și argumenteze poziția atât de bine.
Dar Dominicanii, s-au declarat și ei victorioși, și atunci Ramban s-a văzut obligat să publice textul dezbaterilor. Din textul publicat Pablo Christiani a selectat anumite pasaje, pe care le-a definit ca blasfemii împotriva creștinismului și l-a denunțat pe rabin în fața marelui magistru Raymond de Penyafort. Un act de acuzare a fost înaintat în fața regelui în care rabinul era învinuit de o vină capitală. 
Jaime I a fost obligat să ia în considerare acuzațiile, dar, neavând încredere în tribunalul dominican, a convocat o comisie extraordinară și a poruncit ca procesul să aibă loc în prezența sa. Rabinul a recunoscut că a formulat mai multe afirmații împotriva creștinismului, dar că nu a scris nimic altceva decât argumentele aduse în cursul disputei în prezența monarhului, care a garantat libertatea sa de expresie.
Justețea apărării sale a fost recunoscută de către rege și de către comisie, dar, pentru a-i satisface pe dominicani, Ramban a fost condamnat la doi ani de exil, iar scrierea cu pricina a fost destinată arderii. El a fost și amendat, dar amenda a fost, în cele din urmă, anulată la intervenția lui Benveniste de Porta, despre care unii cred că era fratele său. Dominicanii, în schimb, au găsit pedeapsa prea blândă, și apelând la papa Clemens al IV-lea, au reușit să transforme surghiunul de doi ani într-un exil pe viață. 
Unii învățați au fost de părere că identificarea lui Bonastruc de Porta cu Moshe Ben Nahman nu ar fi corectă. Dacă această opinie ar fi corectă, ar însemna că de fapt două persoane au fost acuzate de blasfemie în aceeași perioadă și în același loc. 

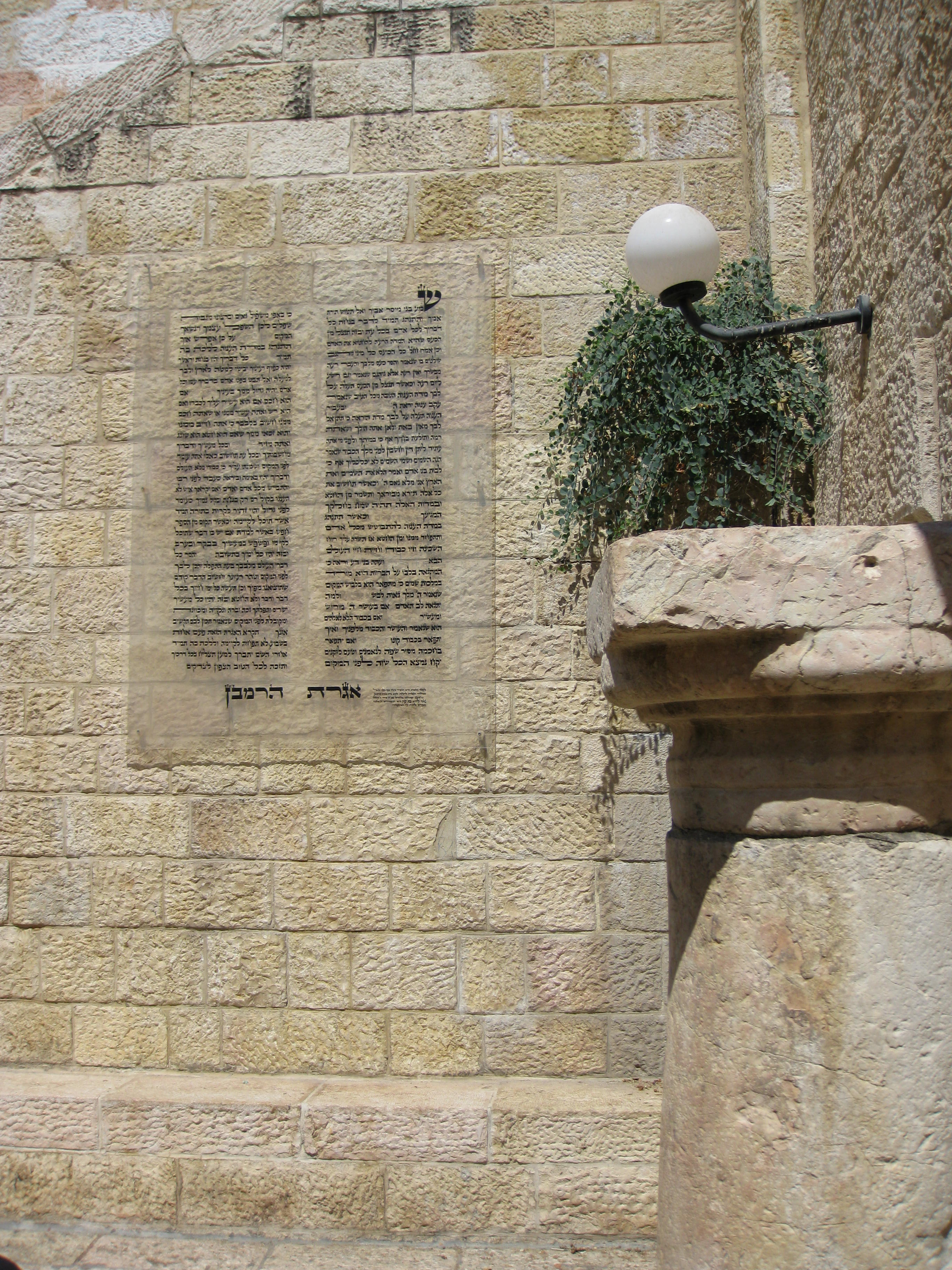
Iggeret Haramban - scrisoarea lui Rabbi Moshe ben Nahman către fiul său, reprodusă pe zidul Sinagogii Ramban din Ierusalim

## La Ierusalim
Moshe Ben Nahman a părăsit Aragonul și a trăit vreme de trei ani intr-un loc în Castilia sau în sudul Franței.
În anul 1267, căutând refugiu în țările islamice din fața persecuțiior din partea bisericii catolice,. el a plecat la Ierusalim.
El a înființat acolo, în Orașul Vechi, o sinagogă, care există până în zilele noastre, numindu-se „Sinagoga Ramban”.
Restabilirea de către Nahmanides a vieții comunitare evreiești la Ierusalim  (care a fost întreruptă de cruciați) a fost un eveniment de seamă în istoria evreilor din Palestina ("Țara lui Israel"). În anii următori el s-a stabilit la Acra, fiind foarte zelos în răspândirea învățăturii iudaice a cărui avânt scăzuse în țară. În jurul lui s-a adunat un cerc de elevi, precum și un public care venea chiar și din provincii îndepărtate, ca cea a Eufratului, pentru a-i auzi lecțiile. Între cei veniți la prelegerile lui Nahmanides se numărau chiar și karaiți, precum Aharon ben Yosef cel Bătrân, care va deveni mai târziu una din cele mai mari autorități ale karaismului (deși H.Graetz scrie că această informație nu este veridică).
Pentru a împrospăta interesul evreilor palestinieni față de textele biblice, Moshe Ben Nahman a scris cea mai importantă dintre scrierile sale, Comentariul la Tora. Cu toate că era înconjurat de prieteni și discipoli, el a resimțit în Țara Sfântă durerile depărtării de familie. „Mi-am părăsit familia, mi-am abandonat casa. Acolo, însă, lângă fiii mei și fiicele mele, dulcii și dragii mei copii, pe care i-am educat, ținându-i pe genunchii mei, acolo mi-am lăsat sufletul.” 
În cei trei ani de ședere în Țara Sfântă, Nahmanides a persistat într-o corespondență asiduă cu ținuturile natale, obligându-se să întărească legăturile dintre pământurile iberice și Țara Israelului.  
La scurtă vreme după ce a ajuns la Ierusalim, el a scris o scrisoare fiului său, Nahman, în care a descris starea deplorabilă a Orașului Sfânt, care avea în acea vreme doar doi locuitori evrei - doi frați. În ultima sa epistolă din Acra, el și-a sfătuit fiul să cultive umilința, pe care o considera cea dintâi dintre virtuți. Într-alta, adresată celui de-al doilea fiu, care ocupa o poziție oficială la curtea Castiliei, Nahmanides recomanda recitarea rugăciunilor zilnice și avertiza împotriva „imoralității”.

## Moartea și înmormântarea sa
Mosher Ben Nahman a murit în Palestina după ce a împlinit 77 ani. Locul unde se află îngropat este un subiect disputat. Unii susțin că a fost îngropat la Haifa. Alții au afirmat că,după cererea sa, a fost înhumat în apropierea clădirii care găzduiește mormintele patriarhilor și matriarhelor la Hebron.
Exact în locul indicat în cererea sa, sub a șaptea treaptă a scărițelor din dreapta sanctuarului, prin intermediul unui expert în „Radiestezie” s-a detectat existența unui mic mormânt subteran. Acesta a devenit uneori un loc de pelerinaj.  
Alte tradiții susțin ca locul de veșnicie al lui Nahmanides se găsește într-o peșteră din Ierusalim, cunoscută ca Peștera lui Ramban.

## Scrieri
Ramban a scris glose la întregul Talmud, a scris compendii ale unor parti din dreptul iudaic, dupa modelul lui Itzhak Alfassi.
Lucrarea sa majoră asupra Talmudului este cunoscută ca Hidushey Haramban (Înnoirile lui Ramban).  
Scrierile sale în domeniul legii iudaice Halaha sunt:
- Mishpetey Hahèrem - legile excomunicării, reproduse în „Kol Bo”
- Hilhot Bediká  - despre examinarea plamânilor animalelor destinate tăierii rituale și alimentației (a fost citată de Shimshon ben Tzhemakh Duran în cartea Yavin Shmuá)
- Torat Haadam (Legea omului) - cuprinde legi ale doliului și ale ceremoniilor de înmormântare, în 30 capitole, ultimul din ele „Shaar Hagmul” fiind dedicat eschatologiei (Constantinopol,1519, având multe retipăriri)

Scrierile lui Ramban în apărarea lui Simeon Kayyara și Alfassi aparțin și ele categoriei de literatură de exegeză talmudică și halahică:
- Milhamot Hashem (Războaiele lui Dumnezeu) - apără punctele de vedere ale lui Itzhak Alfassi în fața criticii lui Zerakhia Halevi din Girona.

(publicat cu Alfassi, Veneția 1551,avand retipăriri frecvente, ediție separată - Berlin 1759)
- Sefer Hazkhut  în apărarea lui Alfassi în fața criticilor lui Avraham Ben David (tipărită cu cartea lui Avraham Meldola - „Shiva Enaim”, Livorno 1745; sub titlul „Mahassè umaggen”, Veneția 1808)
- Hassagot - in apararea lui Shimon Kayyara în fața criticii lui Maimonide din Sefer Hamitzvot)
- Drashá - predica rostită în prezența regelui Castiliei
- Sefer Hageulá sau Sefer Ketz Hageulá (Cartea mântuirii say Cartea sfârșitului mântuirii) despre vremea venirii lui Mesia (în Azaria dei Rossi Meor Enaym Imrey Biná)
- Iggeret ha-Musar, (Epistola moralității) despre etică, adresată fiului său (în cartea "Sefer ha-Yir'ah," - Cartea Temerii sau "Iggeret ha-Teshuvah,"  - Epistola Pocăinței de Yona Gerondi)
- Iggeret Hahemdá, scrisoare adresată rabinilor francezi, în apărarea lui Maimonide (în Taalumot Hokhmá de Yossef Delmedigo)
- Vikkuakh (Disputa), controversa religioasă cu Pablo Christiani (în cartea Milhamot hová - Lupte obligatorii)
- Bi'ur  sau  Perush  al ha-Torá , comentariu la Tora